# Аптечка войсковая
Аптечка войсковая, (АВ) — табельное оснащение единиц колесной и гусеничной техники в Вооруженных Силах РФ. Предназначена для оказания само- и взаимопомощи экипажам. Рассчитана на оказание первой медицинской помощи 3—4 раненым и обожжённым. Имущество аптечки вкладывается в металлический футляр с натяжным замком. Масса аптечки войсковой — 800 г.

## Состав аптечки
1. Жгут кровоостанавливающий.
2. Косынка медицинская (бязь защитного цвета 90х90 см).
3. Булавка безопасная — 5 шт.
4. Бинт марлевый стерильный 5х10 — 3 шт.
5. Бинт марлевый нестерильный 7х15 — 2 шт.
6. Повязка малая стерильная — 1 шт.
7. Раствор йода 5 % в ампулах по 1 мл. с оплеткой — 10 амп.
8. Раствор аммиака 10 % в ампулах по 1 мл. с оплеткой — 5 амп.
9. Пантоцид в таблетках (по 0,0082 г.) — для обеззараживания воды.

Кроме того, по негласному требованию в аптечку вкладывается нитроглицерин или валидол.

## Аналоги в других странах
- WALK - стандартный медицинский комплект для транспортных средств Армии США.